# Torrubia del Castillo
Torrubia del Castillo és un municipi de la província de Conca, a la comunitat autònoma de Castella-La Manxa.